# Пушкарчук Алла Вікторівна
А́лла Ві́кторівна Пушкарчу́к (нар. 18 листопада 1994, Сокіл, Рожищенський район, Волинська область, Україна — пом. 25 квітня 2024, Удачне, Покровський район, Донецька область, Україна) — українська журналістка, редакторка, театрознавиця, учасниця російсько-української війни. 

## Життєпис

### Ранні роки
Народилася 18 листопада 1994 в селі Сокіл Рожищенського району Волинської області.
Навчалася в місцевій школі, з якої випустилася із золотою медаллю. Закінчила Інститут журналістики Київського національного університету культури і мистецтв за спеціальністю видавнича справа та редагування та Київський національний університет театру, кіно і телебачення імені Івана Карпенка-Карого за спеціальністю театрознавство з відзнакою.

### Російсько-українська війна
Брала участь у Революції гідності, під час якої долучилася до «Правого сектору», згодом у межах їхнього інформаційного відділу їздила на фронт — писати й фотографувати. Пройшла навчання у 169-му навчальному центрі імені князя Ярослава Мудрого, відомого як навчальний центр «Десна» й відправилася у зону АТО. Тоді ж отримала позивний «Рута».
З серпня 2014 року по квітень 2018 року працювала в 5-му окремому батальйоні Української добровольчої армії як журналістка та фотографка. Її репортаж «Поворот праворуч» увійшов в десятку фіналістів конкурсу художнього репортажу «Самовидець» 2016 року. 2017 року із серією фотографій з війни Алла увійшла в число переможців XIX Міжнародного фотоконкурсу від Всеукраїнської газети «День».
Згодом демобілізувалася і працювала журналісткою, редакторкою стрічки новин у журналі «Український тиждень» (2018—2020), де, за словами тодішнього головного редактора журналу Дмитра Крапивенка, «зросла від новинарки до культурної оглядачки», а також піарницею у видавничому домі «Комора» (2019—2020). У 2021 році протягом пів року працювала у культурно-видавничому проєкті «Читомо» як редакторка новин і координаторка медіапроєкту «Люди з порожніх стільців» (#EmptyChairPeople).
З початком повномасштабного вторгнення Росії в Україну разом із коханим долучилася до захисту Києва, з березня разом перебували у складі територіальної оборони, а з 1 квітня встали до лав Збройних сил України. Служила в мінометному розрахунку на посаді бусолістки.

### Загибель
Загинула 25 квітня 2024 року внаслідок артилерійського обстрілу в селищі Удачне Донецької області. Померла в машині на руках свого чоловіка з останніми словами: «Я втрачаю свідомість». Похорон відбувся 30 квітня 2024 у селі Сокіл, 25—27 квітня 2024 року в Рожищенській громаді оголосили траур за полеглою.
Матір Алли залишилася сама — раніше померли ще двоє її дітей і чоловік. За даними Інституту масової інформації, Алла Пушкарчук стала сімдесят першою у списку медійників, що загинули внаслідок російської агресії проти України.

## Нагороди
- Орден «За заслуги» III ступеня (посмертно, 28 червня 2024) — за значні заслуги у зміцненні української державності, мужність і самовідданість, виявлені у захисті суверенітету та територіальної цілісності України, вагомий особистий внесок у розвиток різних сфер суспільного життя та сумлінне виконання професійного обов'язку[11].

## Увічнення пам'яті
- У населеному пункті Сокіл, рідному селі Алли Пушкарчук, на Алеї Героїв встановлено меморіал на її честь[1][12].